# Scyloxes asiatica
Scyloxes asiatica är en spindelart som beskrevs av Peter Mikhailovitch Dunin 1992. Scyloxes asiatica ingår i släktet Scyloxes och familjen spottspindlar. Inga underarter finns listade i Catalogue of Life.